# Mortoniella similis
Mortoniella similis är en nattsländeart som beskrevs av Sykora 1999. Mortoniella similis ingår i släktet Mortoniella och familjen stenhusnattsländor. Inga underarter finns listade i Catalogue of Life.